# Quitamanchas
Un quitamanchas es un producto de limpieza que se aplica directamente sobre las manchas para eliminarlas.  
Existen quitamanchas industriales que se comercializan en diversas composiciones y formatos. En función de la marca, se  puede conseguir en forma de aplicador, en pistola, en aerosol o, incluso, en toallitas impregnadas. A la hora de tratar una mancha es conveniente leer bien las instrucciones para conocer las aplicaciones exactas y la dosis a usar. No se recomienda aplicar el producto directamente sobre la prenda sino verterlo previamente sobre un trapo. Luego, se debe frotar la prenda en círculos de fuera a dentro hasta quitar por completo la suciedad. Para evitar errores, se recomienda probar antes sobre una zona oculta de la prenda para ver sus efectos.   
Sin embargo, existen soluciones caseras que permiten eliminar las manchas utilizando productos naturales u otros productos económicos. Los remedios caseros son diferentes en función de la naturaleza de la mancha:   
- Para las manchas de café, se puede utilizar agua junto con agua oxigenada.
- Para las manchas de fruta es efectivo el agua mezclada con alcohol o con vinagre.
- Para el chocolate, el vinagre blanco diluido es efectivo.
- Para el vino, se debe utilizar un trapo empapado en alcohol.
- Para la mancha de hierba, se puede utilizar un trapo impregnado en limón.
- Si la mancha ha caído en una alfombra, se puede utilizar una pasta formada por vinagre y bicarbonato. Se aplica sobre la zona afectada con un cepillo y una vez que se ha secado, se retira con el aspirador.